# المحكمة العليا الأسترالية
المحكمة العليا الأسترالية هي أعلى سلطة قضائية في أستراليا. وتمارس الاختصاصات الابتدائية والاستئنافية في المسائل الواردة في دستور أستراليا والتشريعات التكميلية.
تأسست المحكمة العليا بعد إقرار قانون السلطة القضائية لعام 1903. تستمد المحكمة سلطتها من الفصل الثالث من الدستور الأسترالي، الذي يمنحها (وغيرها من المحاكم التي ينشئها البرلمان) سلطة الكومنولث القضائية. كما أنّ هناك صك قانوني آخر يتعلق بالمحكمة العليا وهو قانون المحكمة العليا الأسترالية لعام 1979.
تتألف المحكمة من سبعة قضاة، من بينهم رئيس المحكمة حاليًا ستيفن جاجلر. حيث يُعين قضاة المحكمة العليا من قبل الحاكم العام بناءً على المشورة الرسمية من النائب العام بعد موافقة رئيس الوزراء ومجلس الوزراء.

## معرض الصور

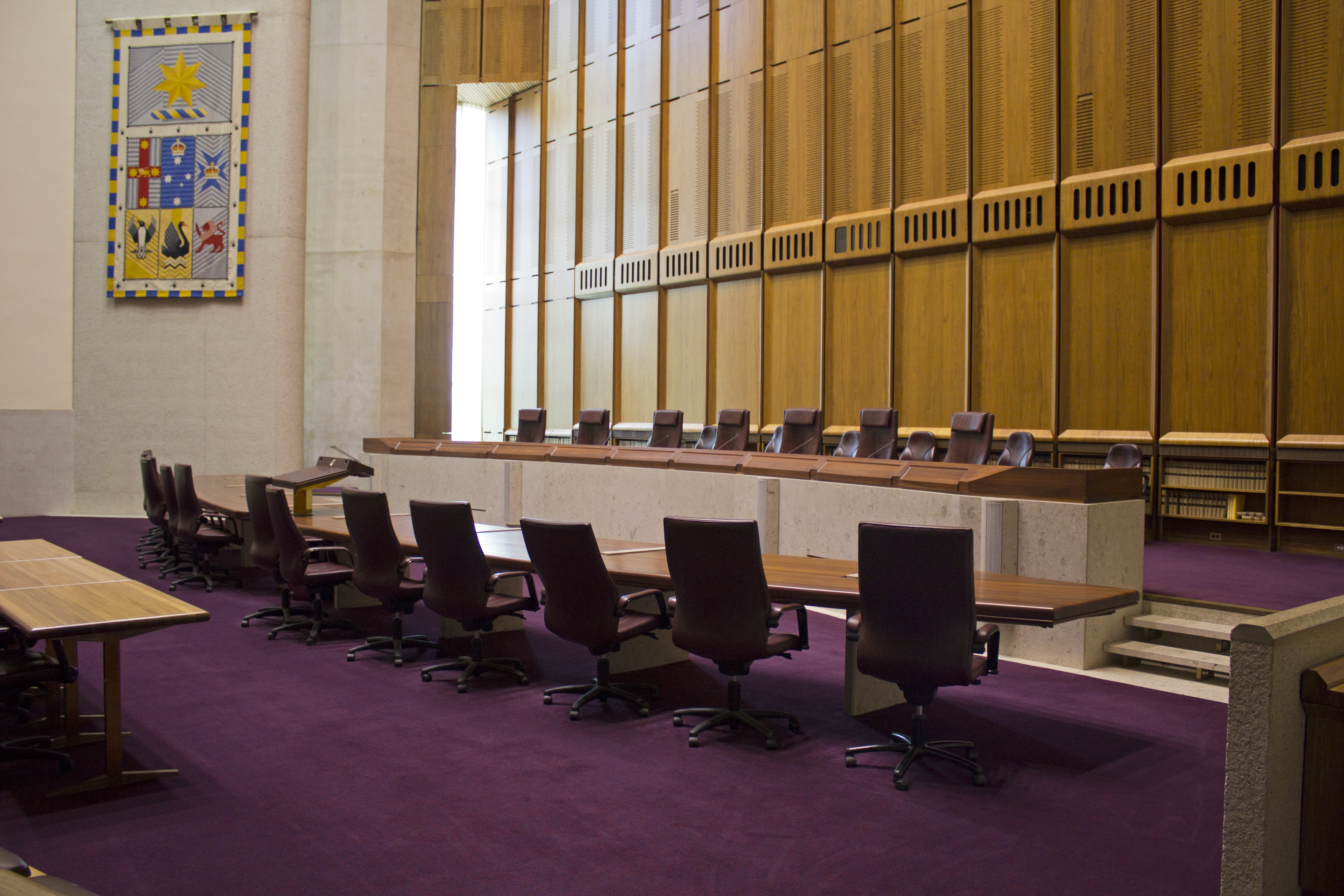
قاعة المحكمة رقم 1، تُستخدم لجميع القضايا التي تتطلب هيئة كاملة من سبعة قضاة
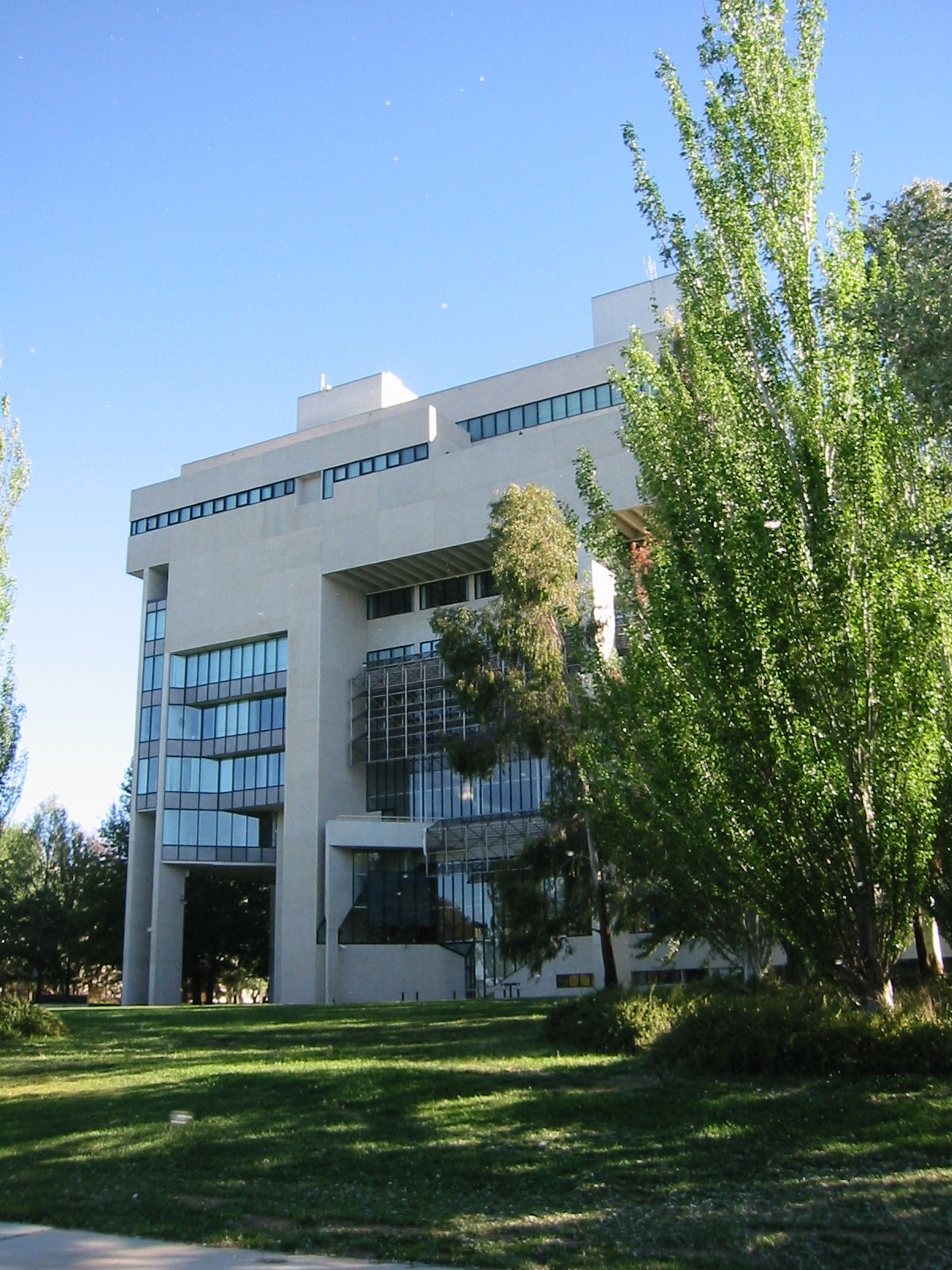
مبنى المحكمة العليا
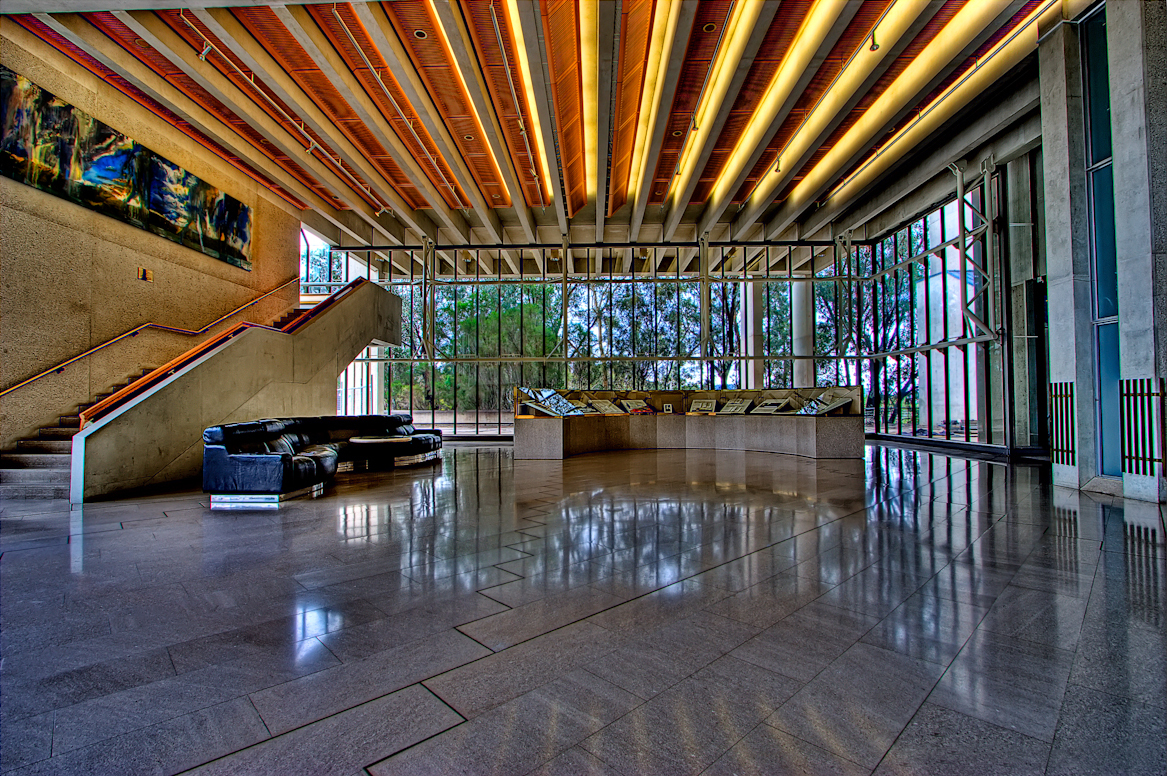
قاعة الدخول

## الروابط الخارجية
- الموقع الرسمي للمحكمة العليا في أستراليا
- وثائقي المحكمة العليا، فيلم وثائقي قصير عن المحكمة العليا ومبنيها.
- فيلم وثائقي المحكمة العليا، 1998، DVD. الفيلم الوحيد الذي سُمح بإنتاجه عن المحكمة العليا أثناء انعقاد الجلسة، قبل تسجيل إجراءاتها بالفيديو.
- قانون السلطة القضائية 1903 (الكومنولث)
- قانون المحكمة العليا الأسترالية لعام 1979 (الكومنولث)